# Аполоније
Аполоније из Пергама (грч. Ἀπολλώνιος; 262. п. н. е. — 190. п. н. е.) је био антички хеленски геометар математичар и астроном препознатљив по свом раду на кончним пресецима. Он је познати научник александријског Музеона кога су из поштовања звали Велики геометар. Почевши од ранијих доприноса Еуклида и Архимеда на ову тему, он их је довео до стања пре проналаска аналитичке геометрије. Његове дефиниције појмова елипса, парабола и хипербола су оне које се данас користе. Са својим претходницима Еуклидом и Архимедом, Аполоније се генерално сматра једним од највећих математичара антике.
Осим геометрије, Аполоније је радио на бројним другим темама, укључујући астрономију. Већина овог дела није преживела, где су изузеци типично фрагменти на које се позивају други аутори као што је Папус из Александрије. Његова хипотеза о ексцентричним орбитама да би се објаснило наизглед аберантно кретање планета, за које се уобичајено веровало све до средњег века, замењена је током ренесансе. Аполонијев кратер на Месецу назван је у његову част.

## Биографија
Аполоније је рођен у Пергаму, граду у јужном делу Мале Азије недалеко од данашњег града Бурсе. Аполоније је добио име по хеленском богу Сунца Аполону, који је такође веома сличан и хетитском култу Апулунаша, веома развијеном у Пергу. На основу тога што је заједно са Филонидом учио код Еудема Пергамског током свог боравка у Ефесу, претпоставља се да је његова година рођења могла бити око 250. п. н. е.
Аполоније почиње школовање у Ефесу код Еудема Пергамског, што знамо по томе што је учитељу посветио прве три књиге, а Еудем га саветује да школовање настави у Александрији. У Александрији учи од Еуклидових ученика. Први радови које објављује су из астрономије (помиње их Птолемеј у Алмагесту). Потом углавном пише математичка дела. Најпознатије дело су Купини пресеци које му доноси звање Велики геометар и велико поштовање међу ученим људима.
У Александрији је био обичај да велики учени људи добију надимак по словима алфабета. Аполонија су звали Епсилон — што је пето слово алфабета.

## Купини пресеци
Купини пресеци су дело у 8 књига, од којих је првих 4 сачувано на грчком, 5; 6. и 7. постоје на арапском, а VIII је изгубљена.
Аполоније у првој књизи својих Купиних пресека помиње Еуклидове Основе купиних пресека у четири књиге одакле чита док саставља.
Аполоније прве три књиге Купиних пресека посвећује Еудему Пергамском (свом учитељу), а после Еудемове смрти књиге шаље Аталу, ученику.

## Математичка дела
У свом Математичком зборнику Пап набраја сва Аполонијева дела:
1. Односи пресека (грч. Λογου αποτομη, лат. De Rationis Sectione) у две књиге са 180 теорема, сачувано у арапском преводу
2. Пресеци површина у две књиге са 124 теорема, изгубљено
3. Одређени одсеци у две књиге са 83 теореме, изгубљено
4. Прелазне конструкције у две књиге са 125 теорема, изгубљено
5. Тангенте у две књиге са 60 теорема, изгубљено
6. Равне геометријске слике у две књиге са 147 теорема, изгубљено.

Арапски историчар Ибн ан Надим пише да су сем Купиних пресека и Односа пресека била позната и следећа дела:
1. О одређеним односима, у две књиге
2. О подели ликова у сразмери у једној књизи
3. О додирујућим круговима.

Пап такође спомиње и једну књигу посвећену рачуну са великим бројевима, али не знамо за наслов.
У коментару Х књиге Елемената Пап помиње Аполонијеву књигу. Прокло Диадох у свом коментару прве књиге Елемената спомиње једну данас непознату Аполонијеву књигу.
Такозвана XIV књига Елемената, коју је написао Хипсикле, представља врсту коментара Аполонијевог Поређења додекаедра и икосаедра.
Еутокије Аскалонски је у коментару Архимедовог списа О мерењу круга поменуо Аполонијево дело које се обично преводи као Брзо добијање резултата, а дословце је у питању назив травке која служи да убрза порођај. Према Еутокију је Аполоније у тој књизи тачније израчунао π од Архимеда. Књига је изгубљена.

## Астрономска дела
Птолемеј у XII књизи Алмагеста говори о кретању планета и коментарише како је према ономе што је писао Аполоније из Перга, и конкретно не наводећи назив књиге опширно коментарише очигледно тада битно астрономско дело.
Иполит је у трећем веку спомињао један Аполонијев трактат у коме говори о растојању од Земље до Сунца, Месеца и планета. Римски архитекта Витрувије у свом делу Десет књига о архитектури спомиње инструмент „паук“ за који тврди да га је направио астроном Еудокс, мада неки тврде да је Аполоније.